# Драга Обреновић
Драгиња Обреновић — Драга (девојачко Луњевица, из првог брака Машин; Горњи Милановац, 11/23. септембар 1866 — Београд, 29. мај/11. јун 1903) била је краљица Србије и супруга краља Александра Обреновића, последњег краља из династије Обреновић.
Пре него што је постала краљица, Драга је била удовица инжењера Светозара Машина и дворска дама на двору краљице Наталије Обреновић. Убијена је заједно са својим супругом краљем Александром Обреновић, током Мајског преврата 29. маја 1903. године по јулијанском календару, односно 11. јуна 1903. по грегоријанском. Последња је краљица Србије, пошто је супруга краља Петра I преминула пре његовог ступања на престо.

## Биографија

### Младост
Драгиња Луњевица је рођена 11/23. септембра 1866. године у Горњем Милановцу у богатој породици Луњевица. Драгин отац, Пантелија Луњевица је био окружни начелник Горњег Милановаца, а мајка Анђелија домаћица. Деда јој је био Никола Милићевић Луњевица, пријатељ и побратим Милоша Обреновића. Поред Драге, Пантелија Пантa Луњевица (1840—1887) и Анђелија су у браку имали још и Николу (1876—1903), Никодија (1881—1903), Христину (1861—1936), Ђурђину и Ану - Војку (1884—1975). Њено девојако презим је заправо Милићевић, док је презиме Луњевица иако званично прихваћено у литератури, надимак њеног деде Николе Милићевића Луњевице. Надимак је добио по истоименом селу у којем је живео, међутим пошто је био угледни трговац постао је препознатљив по надимку које је сходно томе потисло првобитно презиме Милићевић.
У својој деветој години, Драга је послата на школовање у Београд. Основну школу је завршила у Београду, затим и Вишу женску школу у Београду. Ту је научила више страних језика, међу којима руски, француски и немачки језик. За време боравка у Београду, Драга је почела да се бави писањем романа и приповедака, превођењем књига за новац. И поред тога што је отац водио доста рачуна о њој, као врло млада девојка је почела да зарађује за живот. Чак је објавила и неколико занимљивих прича за иностране часописе. Волела је да чита, а нарочито је волела да чита Стендала. Њени преводи су излазили у облику фељтона, неки од њих су: Частан лопов, Отаџбина (1883), Полицајка звана мачије око (1884—1885) који је излазио као фељтон у часопису „Уставност” 1884—1885. године., Оргисткиња, или Троструки злочин у Сентуењу (1888), Ујак и сестрић (1888), Три милиона мираза (1896) ... Своје преводе ја објављивала у часописима као што су: Домаћица, Уставност, Застава ... Драга је била члан редакције часописа Домаћица који је издавало Београдско женско друштво чији је члан била. Такође је била члан Српског новинарског друштва као и Српске књижевне задруге.
У Београду се први пут заљубила у студента Богдана Поповића, касније професора и теоретичара књижевности. Богдан је Драгу приметио приликом једног доласка у Клуб књижевника. Није знао скоро ништа о њој, сем да је у завршној години школе. Привукла су их слична интересовања и зачас су започели разговор. Била је то прва, платонска љубав. Често су шетали београдским улицама и Калемегданом, размењивали су књиге уз дуге разговоре, а Богдан би јој често рецитовао нежне стихове.

### Прва Драгина удаја
Драгин отац, Панта бива све лошијег здравља. Његова политичка каријера је пољуљана и он губи свој положај у администрацији, па се породица налази у тешкој финансијској ситуацији. Одлучује се да растерети породицу тако што ће удати Драгу. Рударски инжењер Светозар Машин је био добар познаник њеног оца, а уз то имао је и богато порекло. Светозар Машин је био петнаест година старији од Драге. Његов отац је био угледни лекар и служио је на двору код кнеза Михаила и краља Милана Обреновића. Драгин девер, а Светозаров брат, Александар Машин је касније био један од водећих завереника у њеној ликвидацији, а једно време је био и начелник генералштаба српске војске.
Драга је имала непуних седамнаест година, била је на завршној години Више женске школе. Једног дана јој је стигло писмо од куће, у њему је писало да је обећана и да се одмах пошто положи завршни учитељски испит врати кући. Ко је њен будући супруг, није знала, знала је само да га не воли. Није хтела да пристане, али видевши стање свога оца и своје породице опростила се од Богдана, рекавши му да је то брак из користи и да ту нема љубави.
Светозар и Драга су се венчали на Велику Госпојину 28. августа 1883. године у Саборној цркви у Београду. После венчања, сватови су били позвани на игранку у башти код Народне скупштине. Гости су били одушевљени младином љупкошћу, лепотом и младошћу. По наводу хроничара, будући краљ, а тада седмогодишњи престолонаследник, Александар прошао је у свом фијакеру поред сватова. Као и свако дете, обрадован што види младу у венчаници, махао јој је. По наводима, и она је њему узвратила исто, али прилично невесело. Драгином венчању је и Богдан присуствовао, али из прикрајка, седећи у кафани посматрао је славље. Када су младенци изашли из цркве, око њих се скупила светина да честита. У тој великој гужви нашао се и један дечак, који је честитао младенцима и младој предао букет жутих ружа. У букету била је и цедуљица, исписана њој познатим рукописом:"Зар је овако морало бити?" Драга је цедуљицу похранила у свом црвеном молитвенику.
Драга је са својим првим мужем Светозаром Машином живела у Крупњу, Лесковцу и Петровцу на Млави. У Крупњу су живели у згради намењеној управнику Подрињских рудника (у насељу рудника и топионице олова и антимона, саграђене 1873). Брачни живот пара Машин био је под великим оптерећењем Светозаревих пословних обавеза. Како је често боравио на терену и вршио теренска истраживања, били су приморани да се често селе. Драга је углавном пратила супруга где год би ишао послом, али је често живела и код свекра, чекајући да јој се муж врати са терена. Од самог почетка, тај брак је био осуђен на пропаст. Машин је био познат као човек посвећен својој професији те који није имао много времена за породицу. По природи и темпераменту њих двоје су се доста разликовали; он је волео рударство и топионичарство, био је фантаста, обожавао свој посао, толико да није марио за жене. Због тога је вероватно, био често одбијан у прошевинама; девојке нису хтеле за мужа човека који није у стању да усрећи жену и да се посвети породици. С друге стране, Драга је била свестрано образована за једну домаћицу али и сувише привржена породици. Волела је књижевност и уопште уметност. Неразумевање у браку је проистекло управо из различитости њихових природа које други супружник није разумевао. Због тога су у браку били несрећни обоје. Наводи се да је током брака Драга изгубила њихово дете. Постојале су разне спекулације да је Драга била неверна жена, те да је то навело Машина да се пропије и дигне руку на себе, али то никада није потврђено. Оно што се зна је да је у Лесковцу упознала Јоргаћа Гана Марјановића родом из Шумана који је тада био млад и наочит и посланик Народне радикалне странке. Он је већ био ожењен и имао је три сина и три кћери, али га то није спречило да започне романсу са Драгом, купује јој скупе поклоне, запостави посао и уђе у дугове како би исфинансирао све њене жеље. Ганетови синови су се са муком спасили пропасти због дугова свог оца. За време њеног живота, па и после смрти старије жене из Краљева и Лесковца наводиле су Драгу као веома посвећену и способну домаћицу која је сама водила домаћинство док јој је муж радио на терену. Брак им је потрајао свега непуне три године када је Драга остала удовица. Њен супруг је, наиме, преминуо на терену, између манастира Горњак и Петровца на Млави, 21. маја 1886. године. Према лекарском налазу, умро је од срчане капи, али постоји више верзија његове смрти. По једној, преминуо је од епилептичног напада, проузрокованог великим количинама алкохола. Машин је иначе боловао од епилепсије. Постоје чак и верзије да је извршио самоубиство из љубоморе, па чак и верзије о убиству. Сахрањен је на гробљу Караул у Петровцу на Млави. Наследила је његову пензију и име. Александар Машин се толико противио овоме, да је касније оптужио лично Драгу да је убила његовог брата.
За време док је била удовица, Драга је наставила да се бави преводилаштвом и новинарством. Становала је у Светозаревом државном стану у Смедереву, све док није била приморана да се исели и врати у Београд. За време свог боравка у Београду, умрла су јој оба родитеља и Драга је морала да се сада стара и о себи и о својим најближима.
Због тешког материјалног стања, Драга Машин је неуспешно покушала да се уда за једног француског инжењера.

### У служби код Наталије Обреновић
По разводу краља Милана са краљицом Наталијом Обреновић 1888. године, краљица је купила дворац „Сашино“ у бањском лечилишту Бијариц у Француској, који је добио име по њеном једином сину Александру Обреновићу. Краљица Наталија је на пут позвала и Драгу Машин, да јој буде пратња и дворска госпођица. Путовале су заједно возом у Русију, у посету царској породици Романов и најзад стигле у бањско лечилиште, на Атлантику. У Бијарицу је Драга одлазила са Наталијом на свечаности, на пријеме и старала се за њену гардеробу, шминку и козметику.
Млади краљ Александар је стигао у марту 1895. године у Бијариц. За то време, Драга се старала о уређењу и одржавању купалишне плаже у Бијарицу. Љубав Драге и Александра се родила баш на том месту, када је по наводима хроничара, Драга спасила будућег краља да се не удави. У Бијарицу су почели да се дописују, да се виђају и излазе заједно. Краљица Наталија се томе није противила јер је желела свог сина да спреми за могућу женидбу са неком принцезом високог ранга. Међутим, између њих се родила истинска љубав, много јача него што су то Наталија и Милан мислили. Александар је замолио Наталију да га остави самог са Драгом и да се врати у Београд, што је краљица Наталија и учинила. У почетку нико није имао против ове љубави, мислећи да је то само пролазна авантура. Краљ је наговарао Драгу да напусти службу код његове мајке и да ће се он новчано старати о њој и њеној фамилији. Драга Машин је остала у служби краљице Наталије све до 1897. године када се вратила у Београд.

### Венчање Александра и Драге
У време док је краљ Милан још увек имао утицаја у земљи, оформљена је нова влада на челу са др Владаном Ђорђевићем. Прво питање које је Ђорђевић поставио министрима било је проналажење достојне жене младоме краљу. Краљ Милан је предложио да то буде немачка принцеза Александра фон Шаумбург-Липе, ћерка његовог великог пријатеља и сестра краљице Шарлоте од Виртемберга. У Београду се већ тада знало за љубав Александра и Драге. Драга Машин је често позивана на сваки важан пријем. Сви су тада хвалили њену тактичност, отменост, лепоту, памет и суздржаност. 
Читаву Србију је узбунила вест коју је саопштио краљ Александар 8. јула 1900. да је испросио руку Драге Луњевице-Машин, унуке Николе Луњевице, борца у ратовима за ослобођење Србије. Патријархални Београд тада није био спреман да прихвати за нову краљицу жену која је десет година старија од краља, уз то и удовица. Нарочито су се овоме оштро супротставили министар полиције Ђорђе Генчић, који је одмах из полицијских архива извадио дванаест докумената о Драгиним наводним љубавницима, а из Русије се јавила краљица Наталија Обреновић, оштро говорећи против Драге да је била блудница и да је нероткиња.
Женидби се нарочито супротставио бивши краљ Милан, који је у знак протеста напустио Србију и отпутовао за Букурешт, па за Беч, где је наредне године и умро. Краљ се потпуно окренуо против оца, па је чак помиловао и радикале, који су лежали на робији због Ивањданског атентата на краља Милана.
Краљ Александар је заказао венчање са Драгом Машин за 23. јул 1900. и позвао све добронамерне грађана да виде за краљицу праву Српкињу, означивши нову политику да се српски владари жене Српкињама, а не више иностраним принцезама. Влада је због ове краљеве одлуке поднела оставке, а министар иностраних послова Андра Ђорђевић је отишао код београдског митрополита да га моли да не да благослов младом краљу. За то време Драга Машин је била предмет чаршијских оговарања.
Млади краљ је отишао код београдског митрополита да моли благослов јер се жени правом Српкињом, на шта га је митрополит одбио. Краљ је запретио абдикацијом и одласком са Драгом у Бијариц и препуштању земље без краља. Митрополит је пристао и све је договорено за венчање краљевског пара у Београду. Још радоснија вест за Александра је била вест да ће кум на венчању бити сам руски цар Николај II.
На дан венчања, пред кућом Драге Машин појавиле су се хиљаде грађана, који су носили њене слике и клицали јој. Поворка је кренула према Саборној цркви, где је требало да се обави чин венчања. Свештеници су од раног јутра износили иконе, кандила и свеће. Краљ Александар се појавио тог јутра на венчању у војној униформи, са еполетама и одликовањима, а Драга Машин у венчаници од беле чипке са брилијантском дијадемом на глави. У цркви су чин венчања обавила два митрополита, епископи и двадесет шест архимандрита. Почасну пратњу су чинили официри српске војске, међу њима и Драгутин Димитријевић Апис, са чином поручника. После обављеног венчања, по излазу из цркве, народ је узвикивао: „Живео Краљ! Живела Краљица Драга!“
Краљ је одржао свечани говор, где је рекао да се од данас прекидају блиске везе, које је бивши краљ Милан чинио са Аустроугарском и да се Србија окреће миру и благостању. Међутим, краљица Наталија се јавно у писму одрекла свога сина, зажаливши што га је родила, а краљ Милан се јавио из Беча и поручио да његова нога више неће крочити у срамотну Србију којом влада његов син и жена која је десет година старија од њега. Увече, после венчања, одржана је свечаност у Двору и направљен је почасни бал, а једно коло које је тада одиграно, по жељи краља Александра, названо је „Коло Краљице Драге“.

### Друго стање
Није прошло ни месец дана од венчања краљевског пара, а већ 25. августа 1900. краљ Александар је саопштио да је краљица Драга у благословеном стању и да ће Србија да добије наследника Обреновића.
По налогу Његовог Величанства Краља објављује се, да се заказано путовање Њихових Величанстава по унутрашњости Србије одлаже за идућу годину због благословеног стања, у коме се налази Њено Величанство Краљица по констатовању стручних лекара.
Из Канцеларије Председника Министарског Савета, ПМБр. 278., Београд, 25. августа 1900. године.
— Аутентичан текст, проглас "Српске Новине", 25. август 1900. Београд
Пре самог објављивања, Драга се налазила у краљевском летњиковцу у Смедереву, када је стигао доктор Коле из Париза и саопштио јој да је у благословеном стању. Као прву акцију за ову радосну вест, краљ Александар је помиловао све политичке затворенике, нарочито радикале и оне који су се противили његовој женидби. Тако су тада на слободу пуштени Никола Пашић, Ђорђе Генчић и многи други. Краљ је у част краљичине трудноће приредио бесплатни бал где су се сакупили 800 гостију. Краљица Драга се појавила у свечаној ампир хаљини и поздравила све присутне и добронамерне људе који су дошли и рекла је да се ради одржавања трудноће налази у краљевском летњиковцу у Смедереву, да мало једе, да се мало креће и да по цео дан чита и пише. Драга је баш тада започела да пише своје аутобиографско дело „Ја Драга“, коју су после њене смрти однели завереници са собом.
Кум Николај II је у знак добрих вести из Србије купио и послао за Србију златну колевку за будућег наследника. У читавој радости око краљичине трудноће, краљ је добио вест да је његов отац умро у Бечу. Краљицу Драгу је погодило то што је желео да буде сахрањен изван Србије, јер је био љут на њу и краља. Краљ Александар је послао своје изасланике на сахрану, а у помен свога оца одржао је молепствије за покој душе у Саборној цркви у Београду, где се у црнини појавила и Драга. Међутим, све снове о наследнику је распршио угледни руски лекар Сњегирев, кога је заједно са професором Губаревом, по наговору краљице Наталије, у Србију послао Николај II да потврди налазе доктора Колеа. Конзилијум лекара је дошао у мају 1901. у Смедерево и прегледао Драгу. Налаз је био да трудноће нема, нити је икада и било. Оваква вест је запрепастила Александра, који је од ађутанта затражио пиштољ да убије гинекологе, јер је веровао да су они прекинули трудноћу.
Као знак пажње према својој жени, он је издао заповест да се 4. коњички пук краља Милана од 23. маја зове „Коњички пук краљице Драге." краљ се морао помирити са одлуком да трудноће није било и заједно са Драгом се вратио у Београд. Отада је личност краљице Драге била срозана у народу.
Краљица се са Александром настанила у Старом Краљевском Двору, где је једну собу уредила по своме укусу и наручила мноштво ствари из Француске и Швајцарске. Имала је своју пратњу, спремачицу, кројачицу и дизајнерку и често је одлазила на свечане балове и пријеме. Одлазила је у клуб књижевника, чији је била некадашњи члан, стипендирала младе књижевнике, помагала дечјем сиротишту и увела је велику штедњу на двору. Уз то, веома је ценила Бранислава Нушића и поставила га за управника Народног позоришта, а Јовану Скерлићу је плаћала студирање у Женеви. Поред тога, краљица Драга је финансирала Змајев Невен и споменик Војиславу Илићу.
У то време, краљ је био заузет политичким проблемима у земљи. Стално је доносио Уставе, да би их преко ноћи обарао. Мењао је владе према свом нахођењу. Поред официрске завере, која се тада јавила у главама младих официра због срозавања земље минулим догађајима, први отворени протест против краља Александра и краљице Драге догодио се 23. марта 1903. када су на улице изашли социјалисти предвођени Димитријем Туцовићем и Љубомиром Јовановићем, јер им је влада Димитрија Цинцар-Марковића забранила марксистички скуп. Демонстранти су кренули према Теразијама, у намери да стигну до Краљевског двора. Ту је дошло до сукоба са жандармеријом и војском, током којег је шест демонстранта страдало.
Краљица Драга је почињала да све више буде незадовољна. Предложила је да се повуче из краљевог живота и да се он ожени женом која може да му роди наследника, али ју је краљ одвратио од таквих предлога и тражио да остане с њим.

### Убиство краља Александра и краљице Драге
Народно незадовољство је искористила завереничка организација „Црна рука” предвођена Драгутином Димитријевићем Аписом, да још више убрза извођење испланираног атентата. Повод за завршетак одлагања је било убиство у Смедереву једног српског жандарма од стране Драгиног рођеног брата Николе Луњевице, док се налазио у пијаном стању. Завереницима се прикључио и пуковник Александар Машин. Као дан за почетак акције одређена је ноћ између 28. и 29. маја 1903, јер се тада у Двору налазила завереничка група на дужностима. Те вечери, краљ и краљица су се вратили са вечере код краљичине родбине и отишли на спавање. Завереничка акција је почела тачно десет минута после поноћи. Захваљујући завереницима у Двору, официри су брзо улетели у собу краља Александра и краљице Драге, али у кревету није било никог. На тоалетном сточићу су пронашли Драгин омиљени роман „La trahison“, отворен на 80. страни.
Официри су претражили целу собу, отварали ормане и превртали ствари, али нису успели да пронађу краља и краљицу. Пре самог чина проналажења скривеног краљевског пара, официри су заробили Драгину браћу, потпоручнике Николу и Никодија Луњевицу и одвели их у месну команду града, где их је по наређењу пуковника Машина, извео у једно двориште потпоручник Воја Танкосић и стрељао. Драгине сестре Војка-Ана, Ђурђина и Христина су отпремљене на железничку станицу и послате за Минхен.
После већих натезања, завереници су довели краљевог ађутанта Лазу Петровића да открије где су се краљ и краљица сакрили. Тада су се у краљевској соби налазили поред Петровића и поручник Ђорђе Ристић, потпоручник Велимир Вемић и капетан Илија Радивојевић. Потпоручник Вемић је пронашао зарез на једним вратима и узвикнуо: „Секиру!“ „Ево врата!“ Коначно су се појавили иза скривених врата краљ и краљица у белим пиџамама, видно уплашени и припијени једно уз друго.
Капетан Михаило Ристић-Џервинац био је тај који је усмртио краља, па краљицу, која се на први пуцањ бацила да својим телом заштити краља. Потом су и остали завереници пуцали, празнили револвере и сабљама боли убијена тела. Краљ Александар је упуцан са тридесет метака, а краљица Драга са осамнаест. Потом су их бацили кроз прозор у двориште, одакле су их одвукли у оближњу приземну собу, где су припремљени за сахрану, која је обављена идуће ноћи, у Марковој цркви. У тренутку кад се овај атентат десио, било је тачно 3:50 минута изјутра.
Тела краља и краљице су стављена у лимене ковчеге и под највећом тајношћу превезена кочијама ка старом београдском гробљу. Кочије су стигле иза поноћи у цркву Светог Марка, опкољена војницима. Чину сахрањивања су присуствовала двојица завереника. Ковчези су спуштени, један поред другог, у гробницу краљеве бабе Анке Обреновић, која је заједно са кнезом Михаилом погинула у Кошутњаку 29. маја 1868. Након немачког заузећа Београда у Првом светском рату, у октобру 1915, Макензенови војници су подигли споменик над њиховом гробницом, обележили га, али је он после рата био уклоњен.

## Одликовања
- Орден Милоша Великог, Дама Велики крст (Краљевина Србија)
- Орден Белог орла, Дама Велики крст (Краљевина Србија)

## Наслеђе
Село Драгиње у општини Коцељева добило је 1900. име по краљици Драги. Место Драгинац удаљено око 23 km од Крупња, названо је по Драги (када је за 7000 дин. купљен статус варошице).
Роман „Љубавне авантуре краљице Драге” објављен је 1903. на шведском језику у Шведској, а 2020. је преведен на српски језик. Љубавна веза краља Александра и краљице Драге је приказана у телевизијској серији Крај династије Обреновић.
Подигнут јој је споменик на месту родне куће, открила га је председница Народне скупштине Србије Славица Ђукић Дејановић 23. априла 2010.
Улица у Београду је први пут именована по краљици Драгој у октобру 2021.
Сачуван је печат са њеним монограмом који се као поклон налази у Историјскоим музеју Србије.

## Породично стабло
| \| \| \| \| \| \| \| \| 4. Никола Милићевић Луњевица \| \| \| \| \| \| \| \| \| \| \| \| \| \| \| \| \| \| \| \| \| \| \| \| \| \| \| \| \| \| \| \| \| \| \| \| \| \| \| \| \| \| \| \| \| \| \| \| \| \| \| \| \| \| \| \| \| \| \| \| \| \| \| \| \| \| \| \| \| \| \| \| \| \| \| \| \| \| \| \| \| \| \| \| \| \| \| \| \| \| \| \| \| \| \| \| \| \| \| \| \| \| \| \| \| \| \| \| \| \| \| \| \| \| 2. Пантелија Луњевица \| \| \| \| \| \| \| \| \| \| \| \| \| \| \| \| \| \| \| \| \| \| \| \| \| \| \| \| \| \| \| \| \| \| \| \| \| \| \| \| \| \| \| \| \| \| \| \| \| \| \| \| \| \| \| \| \| \| \| \| 10. Атанасије Чарапић \| \| \| \| \| \| \| \| \| \| \| \| \| \| \| \| \| \| \| \| \| \| \| \| \| \| \| \| \| \| \| \| \| \| \| \| \| \| \| \| \| \| \| \| \| \| \| \| \| \| \| \| \| \| \| \| \| \| \| \| 5. Ђурђија Луњевица рођ. Чарапић \| \| \| \| \| \| \| \| \| \| \| \| \| \| \| \| \| \| \| \| \| \| \| \| \| \| \| \| \| \| \| \| \| \| \| \| \| \| \| \| \| \| \| \| \| \| \| \| \| \| \| \| \| \| \| \| \| \| \| \| \| \| \| \| \| \| \| \| \| \| \| \| \| \| \| \| \| \| \| \| \| \| \| \| \| \| \| \| \| \| \| \| \| \| \| \| \| \| \| \| \| \| \| \| \| \| \| \| \| \| \| \| \| \| \| \| \| \| \| \| 1. Драга Обреновић \| \| \| \| \| \| \| \| \| \| \| \| \| \| \| \| \| \| \| \| \| \| \| \| \| \| \| \| \| \| \| \| \| \| \| \| \| \| \| \| \| \| \| \| \| \| \| \| \| \| \| \| \| \| \| \| \| \| \| \| \| \| \| \| \| \| \| \| \| \| \| \| \| \| \| \| \| \| \| \| \| \| \| \| \| \| \| \| \| \| \| \| \| \| \| \| \| \| \| \| \| \| \| \| \| \| \| \| \| \| \| \| \| \| \| \| \| \| \| \| \| \| \| \| \| \| \| \| \| \| \| \| \| \| \| \| \| \| \| \| \| \| \| \| \| \| \| \| \| \| \| \| \| \| \| \| \| \| \| \| \| \| \| \| \| \| \| \| \| \| \| \| \| \| \| \| \| \| \| \| \| \| \| \| \| \| \| \| \| \| \| \| \| \| \| \| \| \| \| \| \| \| \| \| \| \| \| \| \| \| \| \| \| \| \| \| \| \| \| \| \| \| \| \| \| \| \| \| \| \| \| \| \| \| \| \| \| \| \| \| 3. Анђелија рођ. Кољевић \| \| \| \| \| \| \| \| \| \| \| \| \| \| \| \| \| \| \| \| \| \| \| \| \| \| \| \| \| \| \| \| \| \| \| \| \| \| \| \| \| \| \| |                                  |  |  |  |  |  |                              |  |  |  |  |  |  |
| |                                  |  |  |  |  |  | 4. Никола Милићевић Луњевица |  |  |  |  |  |  |
| |                                  |  |  |  |  |  |                              |  |  |  |  |  |  |
| |                                  |  |  |  |  |  |                              |  |  |  |  |  |  |
| |                                  |  |  |  |  |  |                              |  |  |  |  |  |  |
| |                                  |  |  |  |  |  |                              |  |  |  |  |  |  |
| |                                  |  |  |  |  |  |                              |  |  |  |  |  |  |
| |                                  |  |  |  |  |  |                              |  |  |  |  |  |  |
| |                                  |  |  |  |  |  |                              |  |  |  |  |  |  |
| | 2. Пантелија Луњевица            |  |  |  |  |  |                              |  |  |  |  |  |  |
| |                                  |  |  |  |  |  |                              |  |  |  |  |  |  |
| |                                  |  |  |  |  |  |                              |  |  |  |  |  |  |
| |                                  |  |  |  |  |  |                              |  |  |  |  |  |  |
| | 10. Атанасије Чарапић            |  |  |  |  |  |                              |  |  |  |  |  |  |
| |                                  |  |  |  |  |  |                              |  |  |  |  |  |  |
| |                                  |  |  |  |  |  |                              |  |  |  |  |  |  |
| |                                  |  |  |  |  |  |                              |  |  |  |  |  |  |
| | 5. Ђурђија Луњевица рођ. Чарапић |  |  |  |  |  |                              |  |  |  |  |  |  |
| |                                  |  |  |  |  |  |                              |  |  |  |  |  |  |
| |                                  |  |  |  |  |  |                              |  |  |  |  |  |  |
| |                                  |  |  |  |  |  |                              |  |  |  |  |  |  |
| |                                  |  |  |  |  |  |                              |  |  |  |  |  |  |
| |                                  |  |  |  |  |  |                              |  |  |  |  |  |  |
| |                                  |  |  |  |  |  |                              |  |  |  |  |  |  |
| |                                  |  |  |  |  |  |                              |  |  |  |  |  |  |
| | 1. Драга Обреновић               |  |  |  |  |  |                              |  |  |  |  |  |  |
| |                                  |  |  |  |  |  |                              |  |  |  |  |  |  |
| |                                  |  |  |  |  |  |                              |  |  |  |  |  |  |
| |                                  |  |  |  |  |  |                              |  |  |  |  |  |  |
| |                                  |  |  |  |  |  |                              |  |  |  |  |  |  |
| |                                  |  |  |  |  |  |                              |  |  |  |  |  |  |
| |                                  |  |  |  |  |  |                              |  |  |  |  |  |  |
| |                                  |  |  |  |  |  |                              |  |  |  |  |  |  |
| |                                  |  |  |  |  |  |                              |  |  |  |  |  |  |
| |                                  |  |  |  |  |  |                              |  |  |  |  |  |  |
| |                                  |  |  |  |  |  |                              |  |  |  |  |  |  |
| |                                  |  |  |  |  |  |                              |  |  |  |  |  |  |
| |                                  |  |  |  |  |  |                              |  |  |  |  |  |  |
| |                                  |  |  |  |  |  |                              |  |  |  |  |  |  |
| |                                  |  |  |  |  |  |                              |  |  |  |  |  |  |
| |                                  |  |  |  |  |  |                              |  |  |  |  |  |  |
| | 3. Анђелија рођ. Кољевић         |  |  |  |  |  |                              |  |  |  |  |  |  |
| |                                  |  |  |  |  |  |                              |  |  |  |  |  |  |
| |                                  |  |  |  |  |  |                              |  |  |  |  |  |  |

## Породица

### Први брак

#### Супружник
| име            | слика | датум рођења | датум смрти |
| -------------- | ----- | ------------ | ----------- |
| Светозар Машин |       | 1851.        | 1886.       |

### Други брак

#### Супружник
| име             | слика | датум рођења     | датум смрти   |
| --------------- | ----- | ---------------- | ------------- |
| Краљ Александар |       | 14. август 1876. | 11. јун 1903. |

## Галерија
- Брош са ликом краљице Драге
- Визит карта Драге Машин, папир, штампа, 6×10 cm, Београд, 90-те године XIХ века
- Краљица Драга, Вилхелм Герк, дописна карта, штампа, колорисање, 13,9×8,9 cm, Београд, 1900—1903. На аверсу је одштампано: Краљица Драга – Königin Draga.
- Валцер и Марш посвећен Њеном Величанству Краљици Драги, Карло Мертл, дворска књижара Мите Стајића, папир, штампа, 26×34 cm, Београд, 1901.